# تشاي قوشان كوتشك
تشاي قوشان كوتشك (بالفارسية: چای‌قوشان کوچک) هي قرية تقع في غلستان في إيران. يقدر عدد سكانها بـ 967 نسمة .